# Venerabile Arciconfraternita della Misericordia di Firenze
Venerabile Arciconfraternita della Misericordia di Firenze (Venerable Archicofradía de la Misericordia de Florencia) es una cofradía laica fundada en Florencia en el siglo XIII por Pedro de Verona con el objetivo de ayudar a los necesitados a través de la caridad evangélica. Es hoy la cofradía más antigua para el cuidado de los enfermos y, en general, la institución voluntaria privada más antigua del mundo, aún activa desde su fundación, fechada en 1244 según los registros conservados en su archivo.
Sus miembros laicos, llamados hermanos, aún continúan prestando parte del servicio de transporte de enfermos de la ciudad, y hasta abril de 2006 aún vestían el tradicional traje negro (que data del siglo XVII), hoy reducido al uso en ceremonias de representación debido a motivos nacionales. normas inspiradas en la seguridad vial.
La Venerabile Arciconfraternita della Misericordia de Florencia era miembro de la Compagnia delle Misericordie, una confederación fundada por Misericordia di Firenze, Rifredi y Bivigliano. En 2014 regresó a la Confederación Nacional de la Misericordia de Italia, dejando la otra institución.

## Historia

### El origen

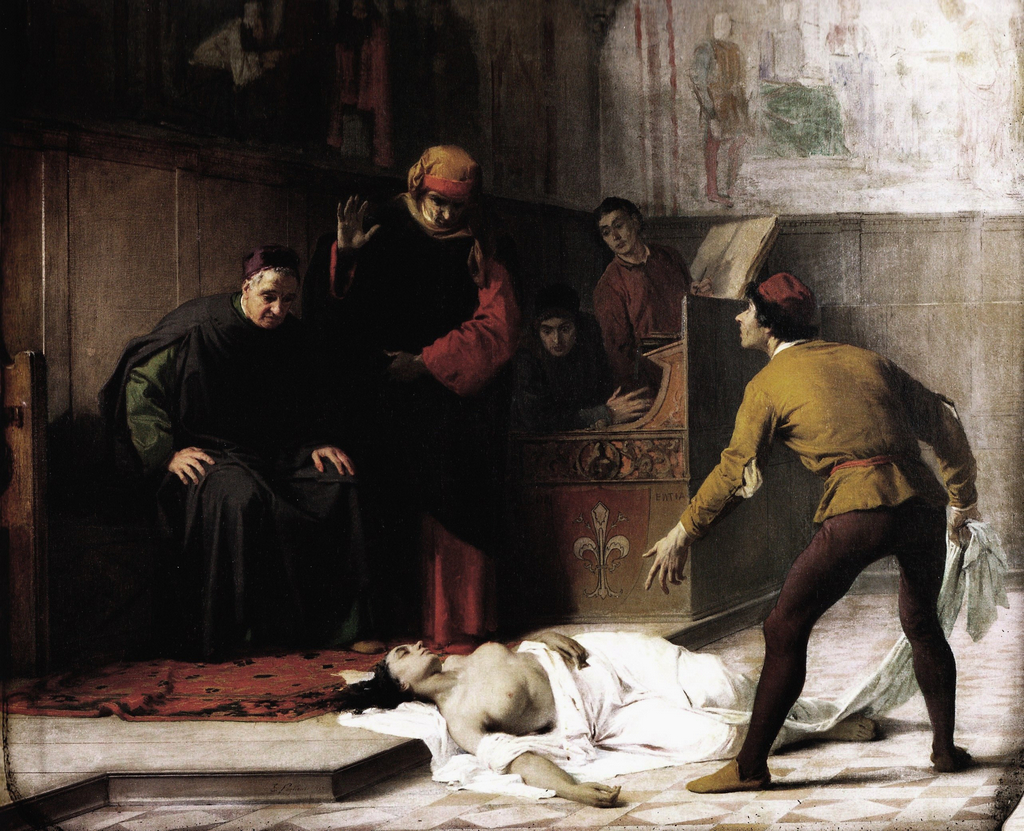
El origen de la Compagnia della Misericordia en Florencia, 1857, de Eleuterio Pagliano (Museo Poldi Pezzoli, Milán)

La Cofradía, conocida por los florentinos simplemente como La Misericordia, se ha dedicado desde el principio de su historia al transporte de los enfermos a los hospitales de la ciudad, a la colecta de limosnas para que las niñas pobres se casen, al entierro de los muertos, y a otras obras de caridad.
Alrededor de 1244, Pedro de Verona fundó un grupo centrado en albergar a los indigentes. Con sede cerca de la  iglesia de Orsanmichele, también atendieron a peregrinos y viajeros en su Ospedale di Santa Maria alle Fonti, apodado "del Bigallo", en Fonteviva, y se hizo conocido como Compagnia di Santa Maria del Bigallo o simplemente del Bigallo .
Grupos de cargadores que entregaban mercancías para los comerciantes florentinos comenzaron a responder llamadas para transportar a los enfermos y heridos en camillas de mimbre de forma gratuita, haciéndolo entre trabajos habituales. Formaron la Compagnia della Misericordia. La Cofradía se distinguió rápidamente por su constante actividad en el transporte de los enfermos y el entierro de los muertos, especialmente durante las frecuentes pestilencias. En poco tiempo creció en número y popularidad, así como inevitablemente en riqueza, ya que comenzaron a recibir donaciones y legados.
En 1321 adquirió una sede permanente en la Piazza San Giovanni frente al Baptisterio de San Juan, en un pequeño edificio. Después de la peste de 1348, decidió añadir un oratorio con una logia respectiva a los salones de los Capitanes como área de recepción.

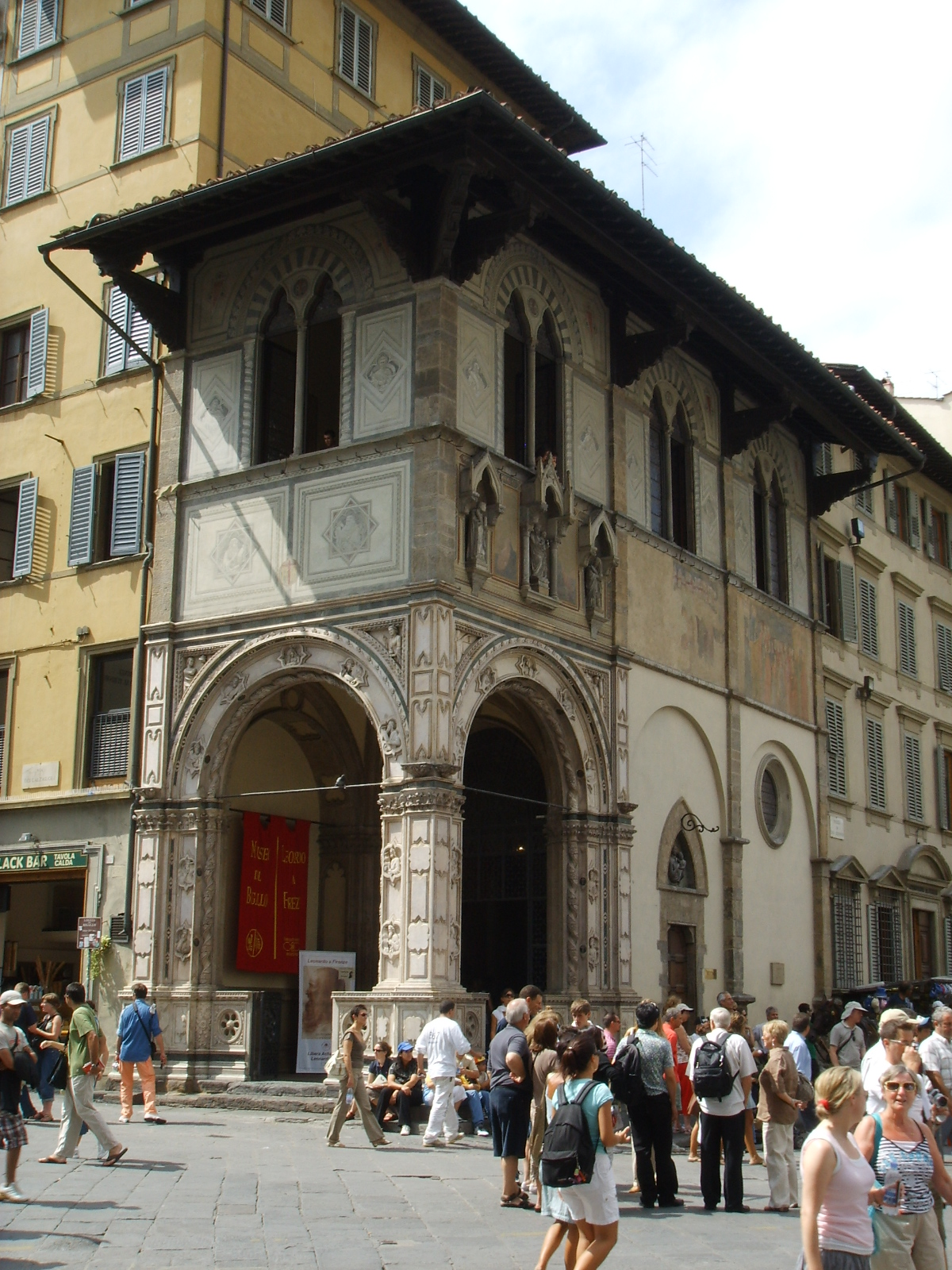
Logia del bigallo

En el siglo XIV, la Cofradía fue reconocida por la comuna como una verdadera institución pública en una disposición del 31 de marzo de 1329 que otorgaba a los Hermanos el derecho de elegir a sus líderes (capitanes). Alrededor de 1352, la Compagnia della Misericordia encargó la construcción de la Loggia del Bigallo . La logia abierta sirvió para albergar a niños perdidos y bebés no deseados que fueron abandonados al cuidado de la hermandad. En 1425, los dos grupos se fusionaron. El edificio ahora alberga un museo relacionado con las dos empresas.
Durante la peste de 1498, la Misericordia se hizo cargo de la gestión de los hospitales en las afueras de la ciudad.
En 1498 nació en Lisboa una "Mesericordia Lusitana", inspirada en la hermandad florentina y, al cabo de algunas décadas, hubo otras fundaciones similares en Francia, España y, en 1539, en Brasil ("Santa Casa di Misericordia di Olinda").
La construcción del edificio de los Uffizi, que reunía en un mismo lugar todas las oficinas públicas de la Florencia granducal, liberó muchas habitaciones de la ciudad, de modo que en 1576 la Misericordia obtuvo las antiguas instalaciones de los Uffiziali dei Pupilli, con vistas al campanario de Giotto. Este asiento todavía está ocupado hoy en día, y con el tiempo, la hermandad pudo comprar todo el edificio. El edificio fue renovado por Alfonso Parigi, y luego también tuvo un oratorio diseñado en 1781 por Stefano Diletti.
Leopoldo II del Sacro Imperio Romano Germánico, que era miembro de la cofradía, la protegió durante la supresión de las asociaciones religiosas en 1784.
Durante la Segunda Guerra Mundial, después de que los edificios en ambos extremos del Ponte Vecchio fueron destruidos, la Misericordia llevó ambulancias a los lugares que habían sido bombardeados.

## En la actualidad
La Misericordia continúa ofreciendo una red de servicios gratuitos para personas necesitadas: transporte a hospitales, atención domiciliaria, préstamo de equipos de salud y muchos otros.